# Graveglia (torrente)
Il Graveglia è un torrente che scorre in Liguria, attraversando la città metropolitana di Genova.

## Percorso
Nasce dall'Appennino, nell'entroterra di Chiavari; forma poi presso il comune di Carasco, a seguito della sua confluenza con i torrenti Lavagna e Sturla, il fiume Entella.